# Apol·linar de Laodicea
Apol·linar fou bisbe de Laodicea de mar, nascut probablement a Alexandria la segona meitat del segle iv, va anar a Laodicea amb el seu pare, Apol·linar, que fou prevere allí. Com Arri, Apol·linar de Laodicea negava que Crist tingués ànima humana, ja que creia que l'ànima humana era exercida pel logos de Déu. Excomunicats ambdós pel bisbe Teodot d'Antioquia, per llegir a Epifani, van fer penitència i foren restaurats. El bisbe arrià Jordi (Georgios), successor de Teodot, els va desterrar. El 362 l'emperador Julià va emetre un decret prohibint als cristians ensenyar les obres clàssiques, i llavors pare i fill van traduir l'Antic Testament en versos, tragèdies i comèdies a imitació dels clàssics. Només una part s'ha conservat i és difícil dir quina part correspon al pare i quina al fill. El 362 fou nomenat bisbe de Laodicea. Va escriure també alguns llibres contra Porfiri i fou el fundador d'una secta (els apol·linaristes) Va morir entre el 382 i el 392.